# Internationaal rijbewijs

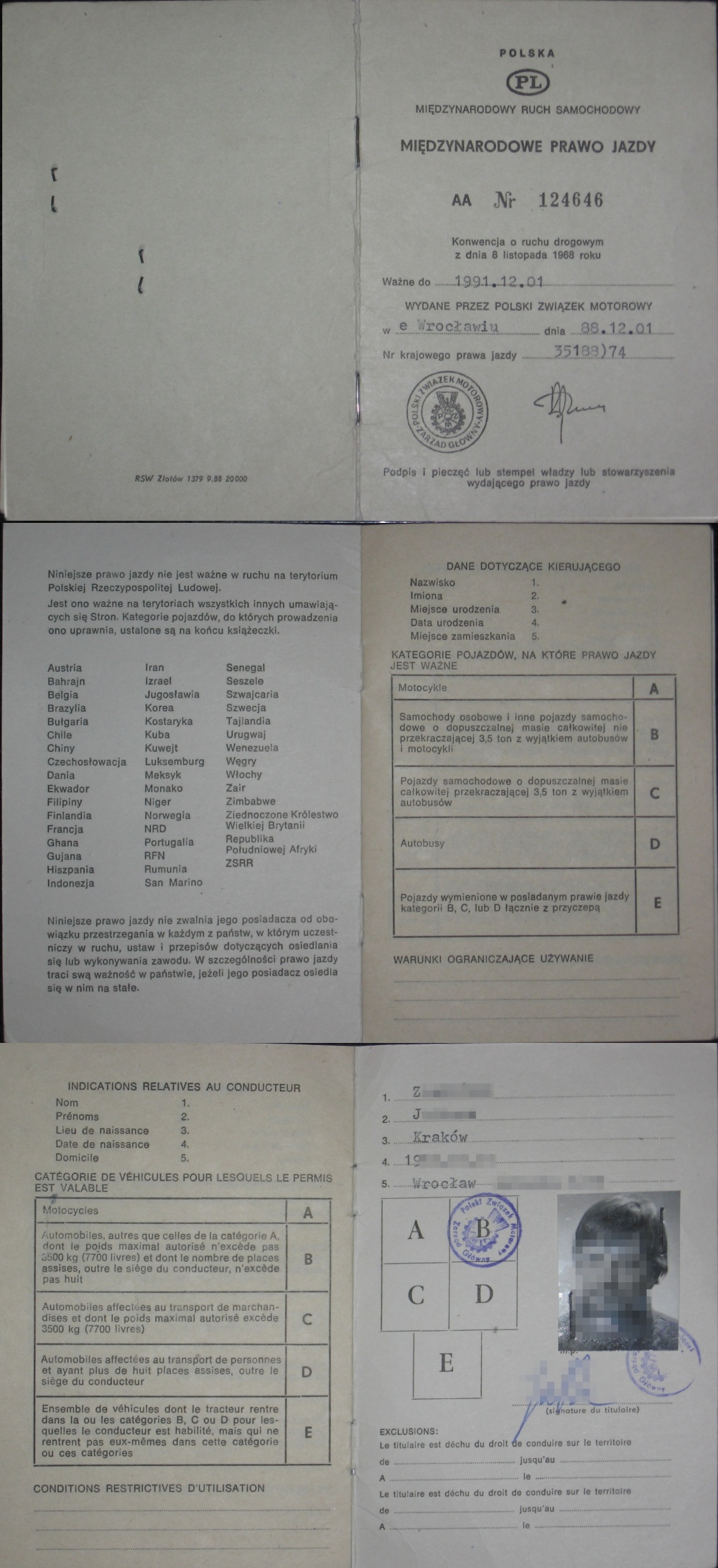
Een Pools internationaal rijbewijs uit 1988.

Een internationaal rijbewijs is een vertaling van het rijbewijs en is een vereiste in sommige landen buiten de Europese Unie naast het nationale rijbewijs. Het vervangt dus niet het nationale rijbewijs.
Een internationaal rijbewijs is drie jaar geldig. In Nederland is het verkrijgbaar via de ANWB en in België moet het worden aangevraagd bij de gemeente. 
Het internationaal rijbewijs, met een geldigheidstermijn van één jaar, werd ingevoerd door het Verdrag van Genève nopens het wegverkeer van 19 september 1949 (Tractatenblad 1951, nr. 81). In 1968 is dit verdrag aangepast (Verdrag van Wenen inzake het wegverkeer van 8 november 1968 (Tractatenblad 1974, nrs. 35 en 174) en is de geldigheidstermijn verhoogd naar drie jaar. Het heeft echter tot 1 juli 2019 geduurd voordat het in de Nederlandse regelgeving werd doorgevoerd.

## Landen die het Internationaal rijbewijs accepteren
De volgende landen accepteren het Internationaal rijbewijs:

Deelnemer van de conventie in 1949
Geen deelnemer van de conventie in 1949, Internationaal rijbewijs wordt wel geaccepteerd